# Autopatch

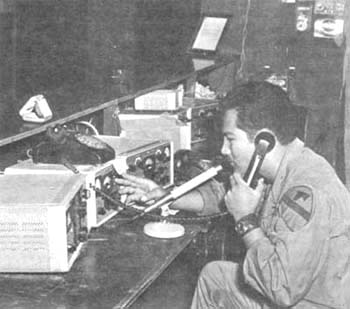
Phonepatch emprat a la Guerra de Vietnam, 1969

Un autopatch, de vegades anomenat phonepatch (nom de l'equip bàsic sense automatismes), és un adaptador instal·lat en una estació base de radioaficionat (o qualsevol altre tipus d'estació de ràdio bidireccional) que li permet connectar-se a una xarxa telefònica i així poder donar servei telefònic a usuaris remots. Amb aquest adaptador instal·lat a una estació base amb accés a una connexió telefònica, un usuari amb un transceptor capaç de produir tons DTMF) pot realitzar trucades telefòniques. Normalment (per tal d'evitar abusos, es limiten les trucades per la configuració en el mòdul autopatch, a números de tarifa plana, com trucades locals o trucades a números gratuïts.

## Phonepatch vs. telefonia mòbil
El fet de connectar una estació de radioaficionat a una xarxa telefònica. existeix des del principi de la radioafició, fins i tot comercialment com el cas de Carterfone (amb plets interposats per les companyies a les que es connectava), però en la pràctica no es va poder parlar de telefonia mòbil fins l'arribada de la xarxa cel·lular AMPS, al principi emprant un telèfon de cotxe com a terminal, fins que es va poder disposar del DynaTAC: el primer telèfon mòbil pròpiament dit (tot l'equip sostenible amb una sola mà).
El terme phonepatch (pont telefònic) descriu amb més precisió un sistema de marcatge i connexió a la xarxa telefònica per un usuari operant manualment una estació base de radioaficionat, que era el que es feia abans que la tecnologia informàtica facilités l'automatització del procés.

## Usos
Aquesta característica és utilitzada principalment per radioaficionats per poder proporcionar connectivitat telefònica d'emergència a llocs que han perdut l'accés a la xarxa telefònica. Un radioaficionat amb un transceptor en el seu vehicle pot proporcionar accés a la xarxa telefònica des de dotzenes de de km de distància, depenent de les freqüències del repetidor/estació base involucrada, la potència del transceptor, les condicions de la banda (hora del dia) i el guany de les antenes en ambdós extrems.
Als Estats Units, els usuaris d'un autopatch han de penjar si troben música en espera, ja que les regulacions de la Comissió de Comunicacions Federals prohibeixen la música en les freqüències de radioaficionats.